# Lída Baarová (film)
Lída Baarová je český film režiséra Filipa Renče o české herečce Lídě Baarové, který měl premiéru v lednu 2016. Stal se prvním snímkem české kinematografie zařazeným do celosvětové databáze Netflix a nejsledovanějším distribučním filmem v České televizi od roku 2004.

## Natáčení
V březnu 2014 byly zahájeny castingy na hlavní roli. Mj. se jich zúčastnily Tereza Voříšková, Petra Hřebíčková, Eva Josefíková, Zuzana Porubjaková, Tereza Vítů, Marta Dancingerová či Marika Šoposká. Roli Adolfa Hitlera získal Pavel Kříž. Natáčení bylo původně plánováno na září a říjen 2014, ale bylo odloženo a natáčení započalo v dubnu 2015. Snímek byl natočen v mezinárodním obsazení v Česku, Francii a v Berlíně. Scény z německého studia Babelsberg byly nasnímány na Barrandově.
Drama získalo podporu 15 milionů Kč od Státního fondu kinematografie, pět členů Rady fondu se ale poté od výsledků hlasování distancovalo s tím, že hlasování bylo anonymní, což mohlo vést k lobbingu či korupčnímu jednání. Filmový publicista Kamil Fila upozornil, že se ještě nikdy nestalo, aby jeden film získal 60 % z celkového ročního rozpočtu fondu, a že byl možná film některými hlasujícími uměle nadhodnocen (zatímco jiné filmy podhodnoceny). Filip Renč se o grant ucházel již v březnu 2014, ale nebyl úspěšný.
Obsazení hlavních rolí představili tvůrci filmu 8. ledna 2015.
První natáčecí den byl 3. duben 2015, v němž proběhla zimní předtáčka v Krkonoších na vrcholu sjezdovky Pláň u Špindlerova Mlýna. Hlavní natáčení začalo 13. dubna 2015 scénou na Olšanských hřbitovech. Posledním dnem se stal 7. červen 2015.
Kontroverzním činem produkce bylo angažování neonacisty Jaromíra Pytla a jeho známých ze skupiny W.P.E.P. (White Power European Patriots) pro malé role nacistů.
Pracovní název zněl Hodina pokušení.

## Obsazení
| Táňa Pauhofová / Zdenka Procházková           | Lída Baarová                   |
| Karl Markovics (nadaboval Viktor Preiss)      | Joseph Goebbels                |
| Gedeon Burkhard (nadaboval Martin Stránský)   | Gustav Fröhlich                |
| Martin Huba                                   | Karel Babka, otec Baarové      |
| Simona Stašová                                | Ludmila Babková, matka Baarové |
| Anna Fialová                                  | Zorka Janů, sestra Baarové     |
| Kateřina Klausová (nadabovala Jitka Moučková) | Adina Mandlová                 |
| Evženie Nízká (nadabovala Antonie Talacková)  | Ljuba Hermanová                |
| Pavel Kříž                                    | Adolf Hitler                   |
| Lenka Vlasáková                               | Magda Goebbelsová              |
| Hana Vagnerová                                | novinářka                      |

## Recenze
- František Fuka, FFFilm
- Mirka Spáčilová, iDNES.cz
- Karel Ryška, MovieZone.cz
- Martin Svoboda, Aktuálně.cz
- Stanislav Dvořák, Novinky.cz
- Marcel Kabát, Lidové noviny

## Fotogalerie
Automobily z filmu vystavované na Automobilové klenoty 2019.

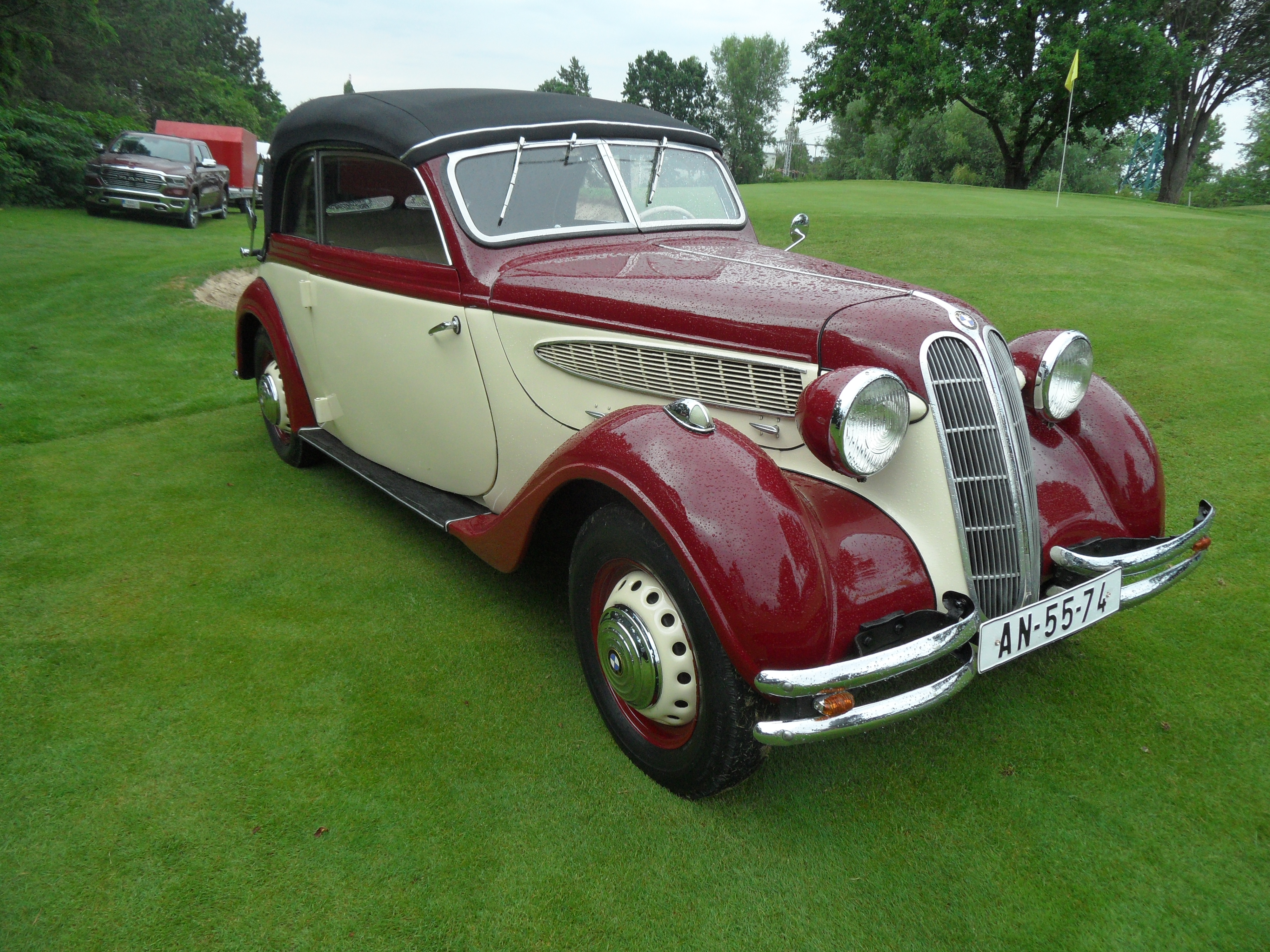
BMW 326 Cabrio (1938), šestiválec 1971 ccm, 50 k
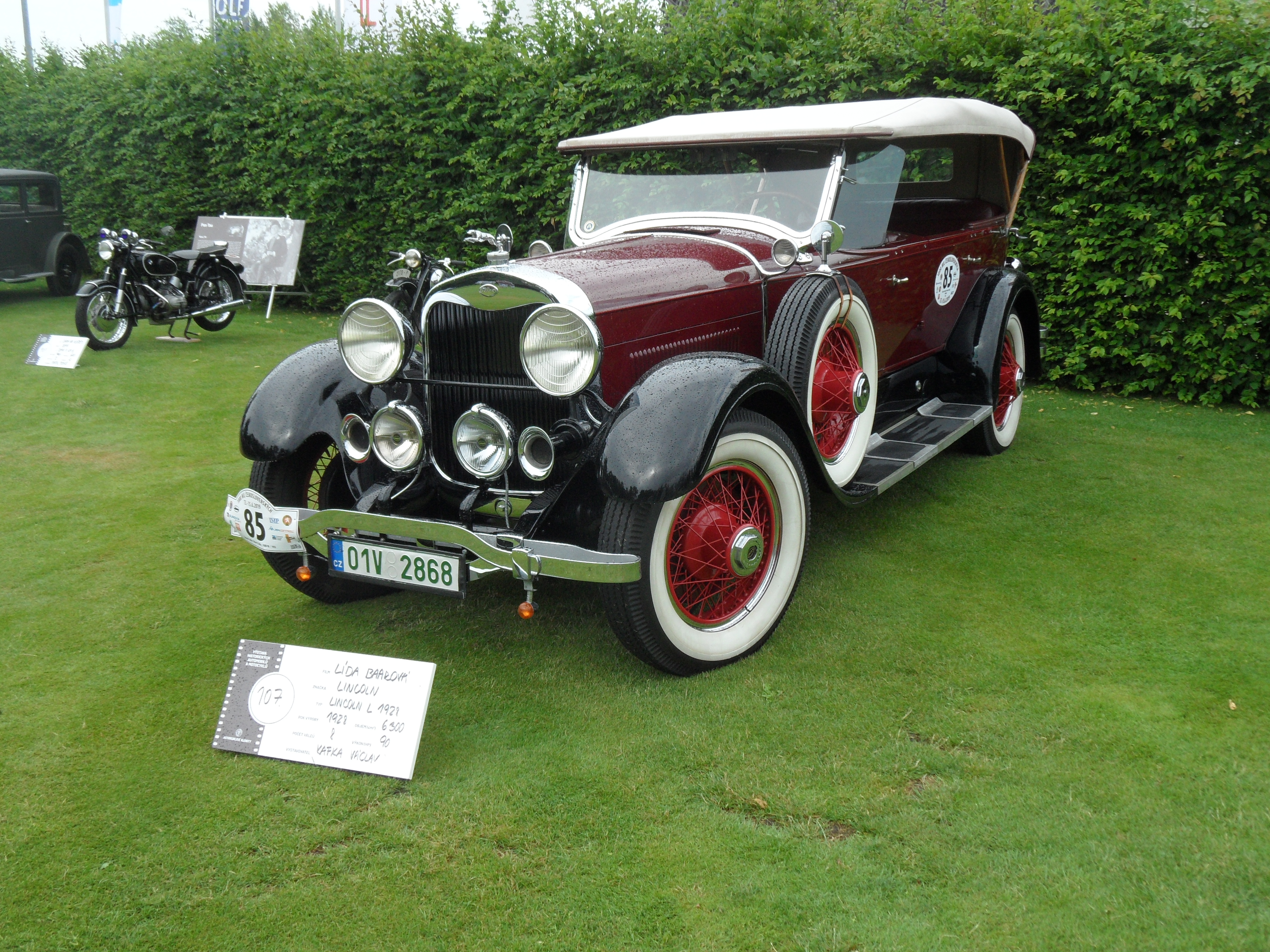
Lincoln L 1928, osmiválec 6300 ccm, 90 k